# Szalone lata dwudzieste

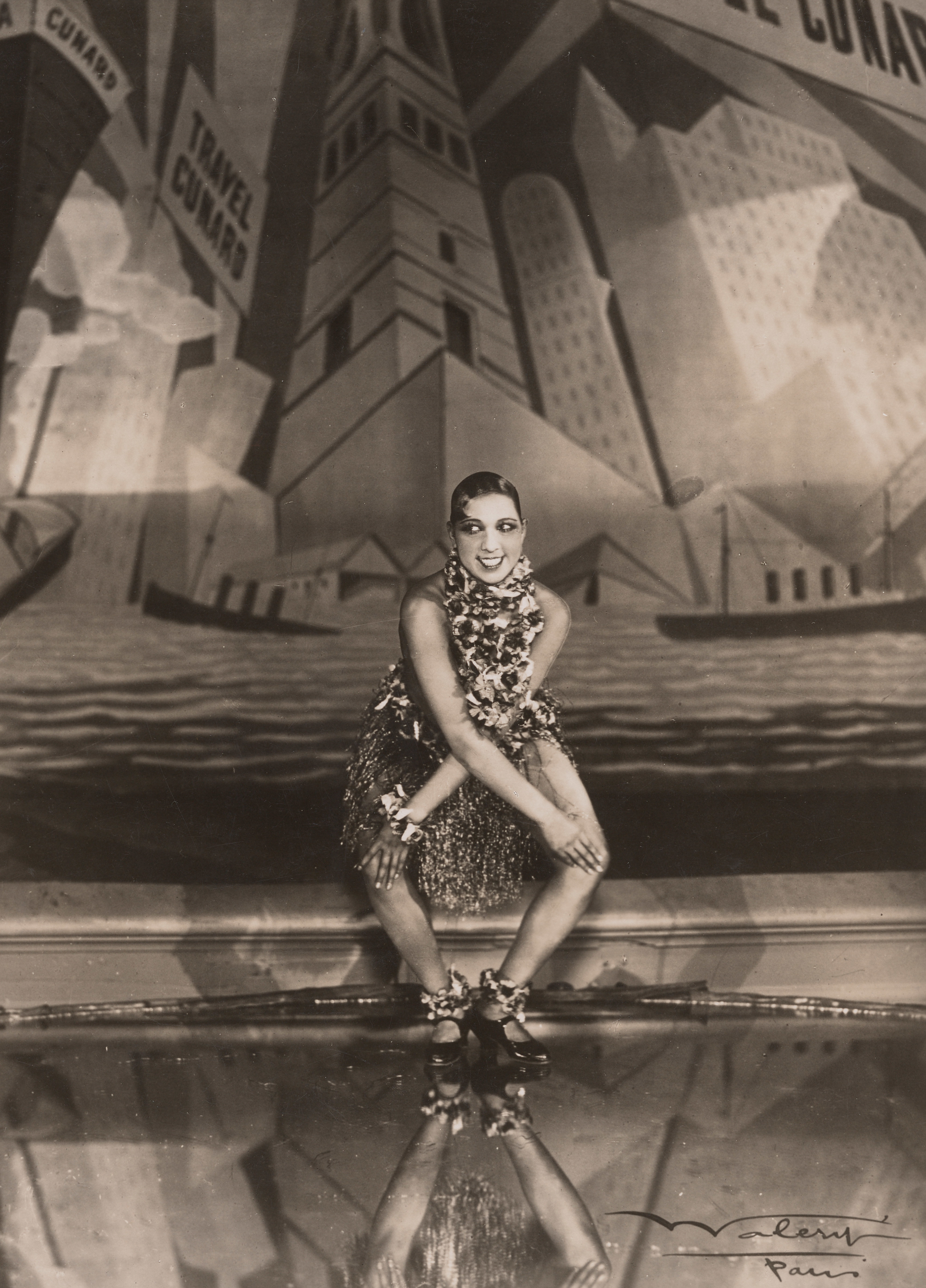
Josephine Baker tańcząca charlestona (1926)

Szalone lata dwudzieste (ang. Roaring Twenties) – okres odnoszący się do dekady lat dwudziestych XX wieku w społeczeństwie zachodnim i kulturze zachodniej. Był to okres wzrostu gospodarczego z wyraźnym akcentem kulturowym w Stanach Zjednoczonych i Europie. Niektóre kraje mają swoje odpowiedniki, np. Goldene Zwanziger (Niemcy), Années folles (Francja).
W tym okresie nastąpił rozwój i wykorzystanie na dużą skalę samochodów, telefonów, filmów, radia i urządzeń elektrycznych. Lotnictwo szybko stało się biznesem. Kraje odnotowywały szybki wzrost przemysłowy i gospodarczy, przyspieszył popyt konsumencki oraz zmieniły się trendy w stylu życia i kulturze. Media, finansowane przez nową branżę reklam napędzających popyt konsumentów, koncentrowały się na celebrytach, zwłaszcza bohaterach sportowych i gwiazdach filmowych, ponieważ miasta wspierały swoje domowe drużyny i wypełniały nowe kina i stadiony sportowe. W wielu demokratycznych państwach kobiety zdobyły prawo do głosowania.
Spadek akcji na giełdzie na Wall Street w 1929 roku zwany czarnym czwartkiem zakończył ten okres, a później wielki kryzys przyniósł lata trudności na całym świecie.

## Finanse
Zmiany społeczne i kulturowe rozpoczęły się w wiodących ośrodkach metropolitalnych i rozprzestrzeniły się po I wojnie światowej. Stany Zjednoczone zdobyły dominację w światowych finansach. Kiedy Niemcy nie mogły już sobie pozwolić na płacenie reparacji za I wojnę światową na rzecz Wielkiej Brytanii, Francji i innych mocarstw alianckich, Stany Zjednoczone wymyśliły plan Dawesa, nazwany na cześć bankiera, a później 30. wiceprezydenta Charlesa G. Dawesa. Giełda na Wall Street mocno zainwestowała w Niemczech, które wypłaciły reparacje krajom, które z kolei wykorzystały pieniądze na spłatę długów wojennych wobec Waszyngtonu.

## Nowe produkty i technologie

### Kino
Kino stało się popularne, tworząc nową formę rozrywki, która praktycznie unicestwiła wcześniej popularny gatunek teatralny, wodewil. Oglądanie filmu stało się tanie i dostępne; tłumy osób chodziły do nowych kin i teatrów. Od początku lat dwudziestych tanie kino z powodzeniem konkurowało z wodewilem. Wielu wykonawców wodewilów i innych osobistości teatralnych zostało zatrudnionych przez przemysł filmowy, zwabionych wyższymi zarobkami i mniej uciążliwymi warunkami pracy. Wprowadzenie filmu dźwiękowego, który pojawił się dopiero pod koniec dekady lat dwudziestych, wyeliminowało ostatnią dużą zaletę wodewilu i doprowadziło do gwałtownego upadku finansowego. Prestiżowa sieć wodewilów i kin Orpheum Circuit, została wchłonięta przez nowe studio filmowe.

### Lotnictwo
Lata dwudzieste XX wieku przyniosły kamienie milowe w lotnictwie, które przykuły uwagę świata. W 1927 roku lotnik Charles Lindbergh zyskał sławę dzięki pierwszemu samotnemu, nieprzerwanemu lotowi transatlantyckiemu. Wystartował z Roosevelt Field w Nowym Jorku i wylądował na lotnisku Paris-Le Bourget. Przelot Oceanu Atlantyckiego zajął Lindberghowi 33,5 godziny. Jego samolot, Spirit of St. Louis, był zbudowanym na zamówienie, jednosilnikowym, jednomiejscowym jednopłatem. Został zaprojektowany przez inżyniera lotnictwa Donalda A. Halla. Angielska pilotka Amy Johnson była pierwszą kobietą, która poleciała samotnie z Wielkiej Brytanii do Australii. Latając samotnie lub z mężem Jimem Mollisonem, w latach 30. ustanowiła wiele rekordów długodystansowych.

### Telewizja
W latach dwudziestych kilku wynalazców poczyniło postępy w pracy nad telewizją, ale programy nie dotarły do publiczności aż do przedednia II wojny światowej, a niewiele osób widziało jakąkolwiek telewizję przed końcówką lat czterdziestych. W lipcu 1928 roku John Logie Baird zademonstrował pierwszą na świecie transmisję w kolorze, używając tarcz Nipkowa i trzech apertur. W tym samym roku zademonstrował także telewizję stereoskopową.
W 1927 roku Baird przesłał dalekosiężny sygnał telewizyjny na 438 mi (704,89 km) linii telefonicznej między Londynem a Glasgow; Baird przekazał pierwsze na świecie obrazy z telewizji dalekosiężnej do hotelu Central w Glasgow Central Station. Baird następnie założył Baird Television Development Company Ltd, która w 1928 roku zrealizowała pierwszą transatlantycką transmisję telewizyjną z Londynu do Hartsdale w stanie Nowy Jork i pierwszy program telewizyjny dla BBC.

### Medycyna
Przez dziesięciolecia biolodzy pracowali nad lekiem, który byłby szeroko stosowanym antybiotykiem. W 1928 roku szkocki biolog Alexander Fleming odkrył substancję, która zabija wiele chorobotwórczych bakterii i w 1929 roku nazwał ją penicyliną. Jego publikacje były początkowo w dużej mierze ignorowane, ale w latach trzydziestych lek stał się znaczącym antybiotykiem. W 1930 roku Cecil George Paine, patolog z Royal Infirmary w Sheffield, zastosował penicylinę w leczeniu sycosis barbae (wykwitów w mieszkach brody), ale bezskutecznie. Później spróbował leku do leczenia ophthalmia neonatorum (gonokokowa infekcja u niemowląt), 25 listopada 1930 roku osiągnął pierwsze odnotowane wyleczenie za pomocą penicyliny. Następnie wyleczył czterech dodatkowych pacjentów (jednego dorosłego i trzy niemowlęta) z infekcji oczu, ale nie udało mu się wyleczyć piątego.